# Kabirer

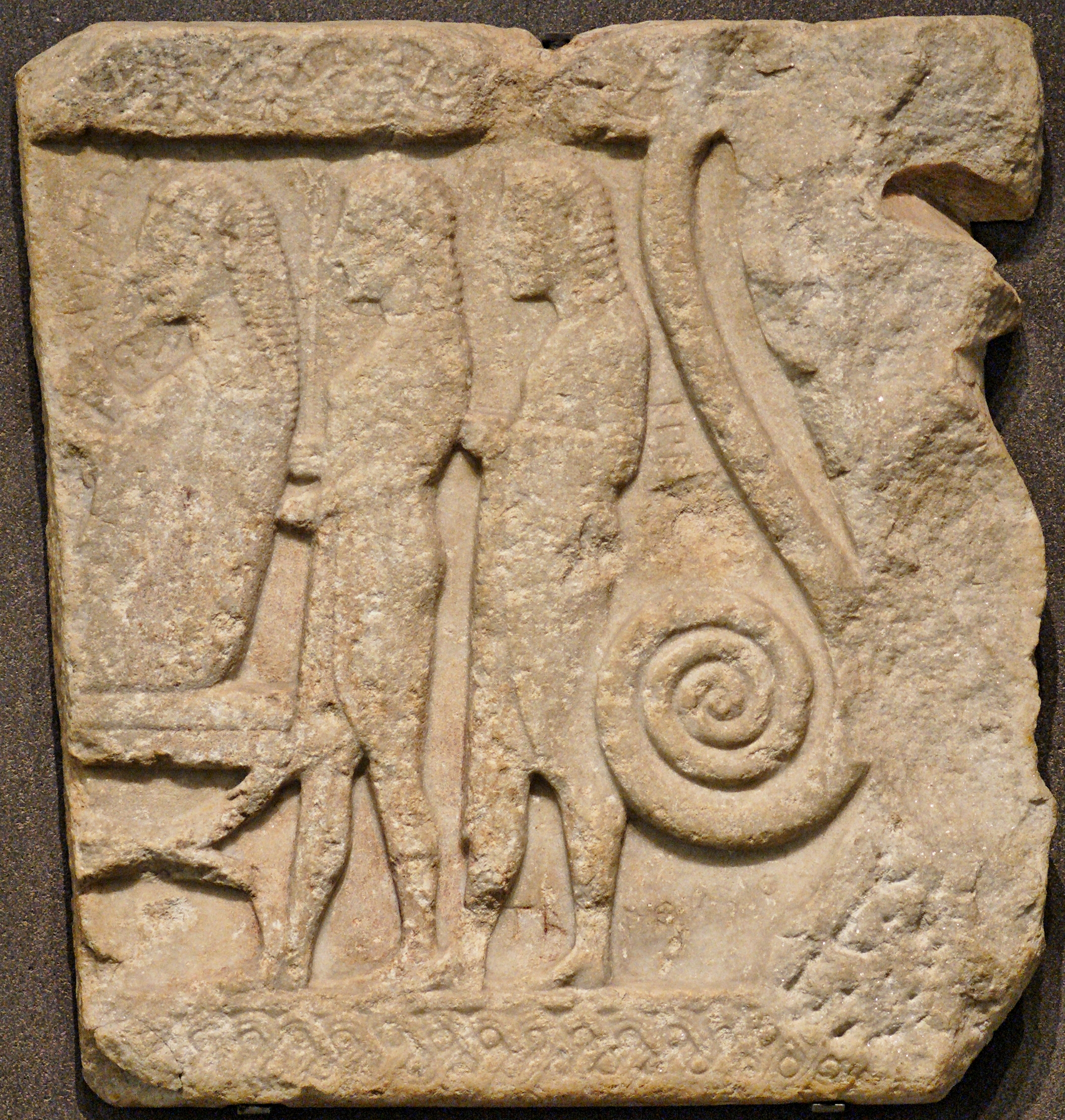
Relief från Samothrake på Louvren som visar hur Agamemnon initieras i kabiriska riter.

Kabirer (grekiska: Καβειροι, latin: Cabiri) var i grekisk mytologi ett slags lägre gudomligheter eller demoner, vars ursprungliga betydelse det råder stor osäkerhet om. Deras dyrkan, som framför allt idkades på öarna Lemnos, Imbros och Samothrake, hade formen av en hemlighetsfull gudstjänst (mysterier), och stundom av vilt svärmande (orgiastisk) karaktär. Mest berömda var de kabiriska mysterierna på Samothrake. På Lemnos sattes kabirerna i förbindelse med Hefaistos, den underjordiska eldens gud som verkar där. Oftast tycks de ha uppfattats som den i jorden inneboende, alstrande naturkraftens representanter, och i det beotiska Thebe dyrkades Demeter och Kore som kabiriska gudinnor. De hölls även för mäktiga hjälpare i all nöd, särskilt sjönöd. Deras dyrkan är sannolikt av feniciskt ursprung och namnet kan härledas från det semitiska kabirim, "de mäktiga".